# Èsquines (metge)
Èsquines (en llatí Aeschines, en grec antic Αἰσχίνης) fou un metge grec que va viure a mitjans del segle iv. Va néixer a Quios i es va establir a Atenes on sembla que va tenir molt poc èxit, però va adquirir una gran fama després de curar a Eunapi, que durant un viatge havia agafat unes febres violentes que requerien un tractament molt específic.
Plini menciona un metge atenenc amb el mateix nom, però era un personatge diferent, ja que va viure al segle i.